# Зниклі (фільм)
Зниклі (англ. Gone) — британсько-австралійський психологічний трилер 2007 року режисера Рінґана Ледвіджа (режисерський дебют), зі Скоттом Мекловіцем, Шоном Евансом та Амелією Ворнер у головних ролях.
Допрем'єрний показ стрічки відбувся 25 листопада 2006 року на кінофестивалі «CineCity» у місті Брайтон.

## Синопсис
Британська пара Софі (Амелія Ворнер) та Алекс (Шон Еванс) прибули до Австралії щоб відпочити та приємно провести час. Тут вони знайомляться із загадковим американцем Тейлором (Скотт Мекловіц). Він їх умовив відправитися вглиб континенту, щоб своїми очима побачити справжню Австралію. Пара погоджується. Але чим довше вони подорожують разом, тим більше Алекс починає підозрювати, що спільна поїздка з Тейлором — не така вже й гарна річ... Софі та Алекс потрапляють у справжнісінький кошмар... 

## У ролях
| Актор            | Роль   |
| ---------------- | ------ |
| Скотт Мекловіц   | Тейлор |
| Шон Еванс        | Алекс  |
| Амелія Ворнер    | Софі   |
| Івонн Страховскі | Сондра |
| Вікторія Тейн    | Лена   |
| Зої Таквелл-Сміт | Інґрід |
| Амелія Кормак    | Гейл   |
| Тоні Беррі       | водій  |

## Виробництво
Стрічку фільмували в Австралії у штатах Новий Південний Уельс (Сідней, Байрон-Бей) та Квінсленд (Вінтон, Лонґріч).